# John Hoy
Jonathan (Joseph) Reginald "John" Hoy (ur. 1 listopada 1885, zm. 30 października 1925) – brytyjski zapaśnik walczący w stylu wolnym. Olimpijczyk z Londynu 1908, gdzie zajął dziewiąte miejsce w wadze lekkiej.

## Letnie Igrzyska Olimpijskie 1908
| Konkurencja        | Rundy eliminacyjne | Klas. końcowa |
| Konkurencja        | 1/8                | Miejsce       |
| ------------------ | ------------------ | ------------- |
| 66,6 kg styl wolny | John Krug (USA) P  | 9.            |